# Blastocele

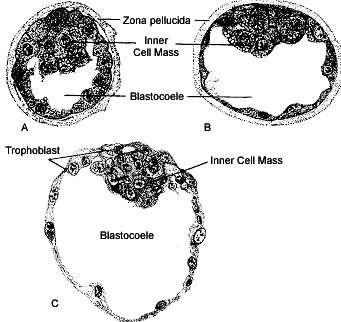
Blastocele.

El blastocele o cavidad de segmentación  es la cavidad general primaria de los animales durante su desarrollo embrionario; general porque no está abierta al exterior, y primaria porque es la primera cavidad corporal que aparece en el embrión. El blastocele es la región central de la blástula (o blastósfera), que está llena de fluido. El blastocele se forma durante la embriogénesis cuando el cigoto (un ovocito fertilizado) sufre el proceso de segmentación, mediante el cual se divide repetidamente por mitosis en pequeñas células y origina una esfera maciza llamada mórula; esta se ahueca y origina la blástula con la mencionada cavidad central.
Durante el desarrollo temprano de los embriones de mamíferos, los blastómeros se diferencian en la etapa de blastocisto en dos linajes celulares diferentes: el trofoblasto, que dará lugar al tejido extraembrionario, y la masa celular interna, que forma el feto. En un embrión en desarrollo normal, estos dos linajes celulares sufren apoptosis, un proceso que ocurre como un mecanismo para eliminar células no deseadas o genéticamente defectuosas.
En los animales triblásticos, el mesodermo invade el blastocele que virtualmente desaparece, pero en los pseudocelomados (como rotíferos y nematodos), el mesodermo es relativamente escaso, de manera que el blastocele persiste como cavidad general del adulto y recibe el nombre de pseudoceloma (limitado por el ectodermo, el endodermo y el mesodermo); por ese motivo, algunos autores, como Brusca y Brusca, prefieren llamar a estos animales blastocelomados.
Según algunos autores, en algunos grupos zoológicos, el blastocele da lugar al sistema vascular sanguíneo. Este punto de vista se contrapone al de otros autores, para quienes los sistemas vasculares sanguíneos no derivan del blastocele, sino que son neoformaciones en el seno de la matriz extracelular. Esto supone que el blastocele se oblitera totalmente.